# Узун-Кара-су (река)
Узун-Кара-су — река в России, протекает в Республике Алтай. Устье реки — озеро Эрикуль (вытекает река Чакрым). Длина реки составляет 20 км.

## Притоки
- 3 км справа: Мейрык-су
- 5 км справа: Айрай-су

## Данные водного реестра
По данным государственного водного реестра России относится к Верхнеобскому бассейновому округу, водохозяйственный участок реки — Бассейн оз. Телецкое, речной подбассейн реки — Бия и Катунь. Речной бассейн реки — (Верхняя) Обь до впадения Иртыша.
Код объекта в государственном водном реестре — 13010100112115100001999.